# Нуклотрон
«Нуклотро́н» — базовая установка Объединённого института ядерных исследований (ОИЯИ), в Лаборатории физики высоких энергий им. В. И. Векслера и А. М. Балдина (ЛФВЭ), предназначенная для получения пучков многозарядных ионов с энергией до 6 ГэВ на нуклон, протонов, а также поляризованных дейтронов.
Ускоритель «Нуклотрон», представляющий собой сильнофокусирующий синхротрон, был сооружён в Дубне в течение 1987—1992 годов в том же здании, где расположен ускоритель прошлого поколения (синхрофазотрон ОИЯИ). «Нуклотрон» создан на основе уникальной технологии сверхпроводящих магнитов, предложенной и развитой в Лаборатории высоких энергий, которая в настоящее время носит имя академиков В. И. Векслера и А. М. Балдина. Конструкторские разработки, испытания и монтаж элементов «Нуклотрона» целиком выполнены силами коллектива Лаборатории. Производство магнитных элементов осуществлено в Центральных экспериментальных мастерских ОИЯИ.